# Bostońskie małżeństwo
Bostońskie małżeństwo (ang. Boston marriage) – związek dwóch niezamężnych kobiet wywodzących się ze średniej klasy. Określenie to zaczęło funkcjonować na przełomie XIX i XX wieku w USA i określało praktykę istniejącą od wieku XIX.
Termin pochodzi od tytułu powieści Henry’ego Jamesa, Bostończycy (1886) i używany był jako eufemizm „na opisanie bliskiego związku dwóch niezamężnych kobiet – na ogół wspólnie mieszkających, ale niekoniecznie dzielących ze sobą również łoże”. Relacje między kobietami mogły, lecz nie musiały, mieć charakter seksualny. Główną charakterystyką społeczną tych związków była rzeczywista niezależność finansowa i uczuciowa kobiet.